# Pál Ányos

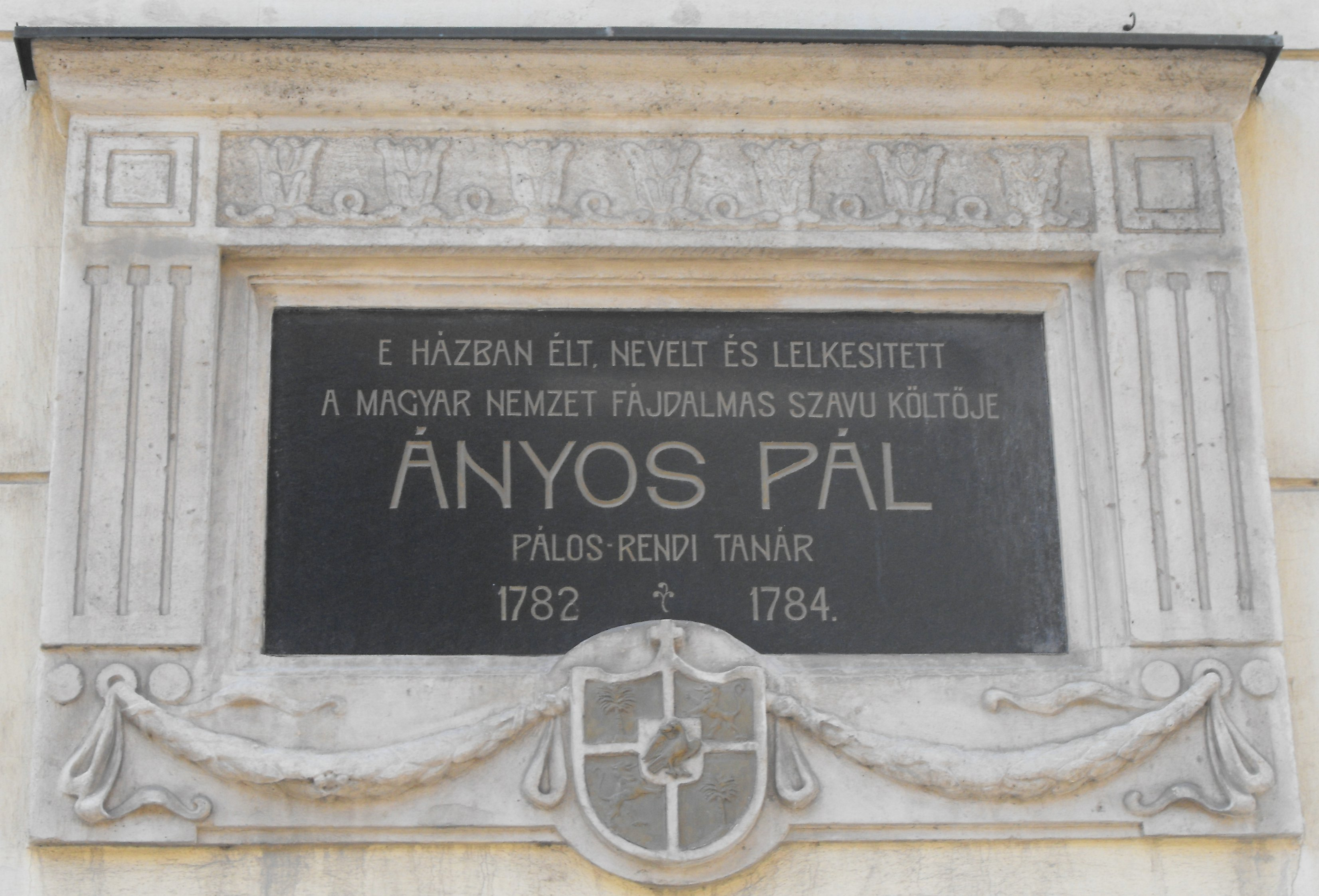
Gedenktafel

Pál Ányos (* Dezember 1756 in Esztergár als István Ányos; † 5. oder 7. September 1784 ebenda) war ein ungarischer Dichter.

## Leben
István Ányos entstammte einer Adelsfamilie. Er wurde in Győr und Pápa vorgebildet. 1772 trat er dem Paulinerorden bei, wozu er den Ordensnamen Pál (Paul) annahm. Ab dem folgenden Jahr studierte er an der Universität Tyrnau, wo er 1776 zum Doktor der Philosophie promoviert wurde. In dieser Zeit las er die Werke von Georg Bessenyei von Bessenye und Alexander von Baróczy sowie von Ovid, welche er später übersetzte, Vergil, Horaz und Lucan.
Seit 1777 studierte Ányos Theologie in Ofen und wurde anschließend in das Kloster Felsö-Elefánt in Nitra gesandt. Dort lebte er sehr einsam; von der Außenwelt abgeschnitten, seine Mitbrüder aber verstanden sich nicht mit ihm. Er meinte, es sei eine falsche Wahl gewesen, ins Kloster zu gehen. Um die Trauer zu überwinden, fing er an, zu dichten. Somit gilt er als erster wehmütiger Dichter Ungarns.
1782 wurde Ányos nach Székesfehérvár berufen, um dort an einem Gymnasium zu unterrichten. Das in der Gegend herrschende sumpfige Klima verschlechterte zunehmend seine ohnehin schwache Gesundheit. Daher verstarb er im September 1784 in seiner Heimat Esztergár im Alter von nur 28 Jahren.

## Werke
Ányos verfasste einige ungarische Gedichte. Manche wurden im Zeitraum von 1778 bis 1783 publiziert. Ignaz von Nagy, Bischof von Székesfehérvár, sammelte Ányos’ Gedichte. Diese veröffentlichte er nach dessen Tod im Sammelwerk Odas sacras. János Batsányi sammelte Ányos’ Handschriften und gab sie in Wien 1798 als Ányos Pál Munkáji (die Werke des Pál Ányos) heraus. Diese Sammlung umfasst Ányos’ Episteln, Elegien und weitere Lieder.
Ányos’ Gedichte wurden von Constant von Wurzbach als sentimental beschrieben. Er dichtete im transdanubinischen Dialekt der ungarischen Sprache, den Wurzbach als eher nicht wohlklingend beschrieb. Dennoch gelang es Ányos, Wurzbach zufolge, in seinen Gedichten durch gute Wortwahl zarte Empfindung und liebliche Bilder anzudeuten. Er gilt als einer der sentimentalsten ungarischen Dichter.